# 신한벤처투자
주식회사 신한벤처투자는 신한금융그룹 계열의 벤처 캐피털사이다.

## 연혁
2000년 4월 두산이 네오플럭스를 설립, 2020년 9월 신한금융지주에 매각하였고 사명을 변경하였다.
신한금융그룹이 2023년 조성한 한일 공동 벤처투자펀드를 운영하고 있다.

## 투자 기업
- 제노코
- TSI
- 바이옵트로
- 안다르
- 쏘닉스
- 클로봇